# Zapadnokirantski jezici
Zapadnokirantski jezici, jedan od dva glavna ogranka kirantskih jezika koji se govore na području Nepala. Obuhvaća (9) jezika, a predstavnici su: dumi [dus] 2.000 (2002 UNESCO); jerung [jee] 2.000 (2004 J. Opgenort); khaling [klr] 18.000 (2002 UNESCO); koi [kkt] 2.640 (2001 popis); lingkhim [lii], 97 (2001 popis); raute [rau], 280 (2000); thulung [tdh], 33.310; tilung [tij], 310 (2001 popis); i wambule [wme], 5.000 (Opgenort 2004),

## Vanjske poveznice
- Ethnologue (14th)
- Ethnologue (15th)